# Rio Arman
O Rio Arman é um rio da Romênia afluente do rio Crişul Negru, localizado no distrito de Bihor.